# Wieża ciśnień w Kole
Wieża ciśnień w Kole – zabytkowa kolejowa wieża ciśnień w Kole.
Budynek został wpisany do gminnej ewidencji zabytków.

## Historia
Wieża ciśnień została zbudowana wraz z budynkiem dworca kolejowego w Kole w latach 20. XX wieku. Budowę zakończono w 1928 roku. 
Wieża posiada dwa żelbetowe zbiorniki o łącznej pojemności ok. 320 metrów sześciennych. Przez całą wysokość konstrukcji przeprowadzony został komin, który pozwalał uniknąć zamarzania wody w okresie zimowym. Na niższych kondygnacjach istniały mieszkania służbowe dla kolejarzy. Mieszkańcy zostali wykwaterowani, gdy budynek zaczął grozić zawaleniem, zajęli go jednak nielegalni lokatorzy.
W 2008 roku na poddaszu wieży wybuchł pożar, który spalił część dachu i strop. Następnie budynek został sprzedany przez PKP prywatnemu nabywcy, który rozpoczął jego remont. Remont nie został jednak dokończony. Robert Andre proponował ulokowanie w wieży galerii sztuki, pomysł nie został jednak zrealizowany.
W latach 40. XX wieku budynek został przedstawiony na kilku wydanych w Łodzi pocztówkach.